# Ingeborg Fülepp
Ingeborg Fülepp rođena je u Zagrebu u Hrvatskoj i hrvatska je medijska umjetnica, predavačica na visokim školama, kuratorica i filmska montažerka.

## Životopis
Studirala je Filmsku montažu na Akademiji za kazalište i film (kasnije nazvanoj Akademijom dramskih umjetnosti (ADU) na Sveučilištu u Zagrebu) i kasnije pedagogiju, video produkciju te interaktivne tehnologije kod Carol Chomsky i Howarda Gardnera na sveučilištu Harvard, sveučilištu u Cambridgeu (SAD) i kod Richarda Leacocka i Gloriana Davenporta na Massachusetts Institute of Technology, The Media Laboratory (MIT) u Bostonu (SAD).

## Stvaralački rad
Sudjelovala je kao montažerka slike i zvuka na brojnim jugoslavenskim filmskim i televizijskim produkcijama te na međunarodnim koprodukcijama. Godine 1978. započela je karijeru prvo kao asistentica profesora na ADU u Zagrebu, a zatim i kao docentica te gostujuća profesorica u Londonu, Bostonu, Nizozemskoj, Austriji i Njemačkoj, primjerice na Njemačkoj visokoj školi za film i televiziju Berlin (DFFB) i na Visokoj školi za film i televiziju Potsdam-Babelsberg Konrad Wolf. Od 1997. godine do danas radi na Visokoj školi za tehniku i ekonomiju u Berlinu (FHTW). Od 2013. godine izvanredna je profesorica na Akademiji primijenjene umjetnosti Sveučilišta u Rijeci. Od 2013. do 2016. godine vršila je funkciju prodekanice za međunarodnu suradnju.
Od 1990. do 2012. godine, sa suprugom i suradnikom Heikom Daxlom pod imenom mediainmotion i dafü®, radila je na području kulture, filma, videa, interaktivnih medija i multimedijskih projekata, videoumjetnosti te videoinstalacija. Još za vrijeme rata, od 1993. godine, u Zagrebu su zajedno organizirali hrvatske skupove i niz izložbi pod nazivom Media-Scape s međunarodnim umjetnicima i teoretičarima medijske umjetnosti, a između ostalih i u Muzeju suvremene umjetnosti u Zagrebu do 1999. i od 2005. godine s Jericom Ziherl u Galeriji Rigo i Muzeju Lapidarium u Novigradu/Cittánovi u Istri. Godine 2006. ovaj je program u suradnji s Noamom Braslavskyjem proširen pod nazivom Strictly Berlin u Galerie der Künste (GdK) u Berlinu. Od 2013. godine (nakon smrti supruga i partnera Heika Daxla) organizira razne medijske izložbe u Hrvatskoj i Njemačkoj. 
Osim umjetničkog, pedagoškog i kuratorsko-organizacijskog djelovanja, surađivali su i s Das Studio für Elektroakustische Musik na Akademie der Künste (Berlin) (od 1996. do 2002.) gdje su u okviru koncertnih i kazališnih predstava surađivali s kompozitorima suvremene umjetnosti poput Georga Katzera, Wolfganga Rihma, Hans-Joachima Hesposa te ansamblom Zeitkratzer, a na video projektima s kompozitorima kao što su Frano Parač, Jorge Reyes, Steve Roach, Suso Saiz, Bert Wrede, Zbigniew Karkowski, Valerio Pizzorno i Igor Kuljerić.
Doktorica Barbara Barsch, ravnateljica ifa-galerije berlinskog Instituta za odnose s inozemstvom (Izvodak iz teksta u katalogu Tuned Graphics, Galerija RIGO, 2005.)
Ingeborg Fülepp živi i radi u Rijeci, Berlinu i Zagrebu.

## Stipendije
- Goethe-Institut, Schwäbisch-Hall (Njemačka),1982.
- Joyce and Zlatko Balokovic Fund/Jugoslavenska akademija znanosti i umjetnosti, Zagreb, 1985./1986.
- Edmund J. Curley Fellowship, Harvard University (SAD), 1987./1988.
- William Schuman Fellowship, Harvard University (SAD), 1987./1988.
- Goethe-Institut, Berlin (Njemačka), 1992
- Ministarstvo Kulture (Ministerium für Kultur), Zagreb (Hrvatska), 1993. – 1999.
- Ministerium für Kultur, Hannover (Njemačka), 1993. – 1996.
- Sommerakademie, Akademie der Künste, Berlin (Njemačka),1997.
- Auswärtiges Amt, Bonn (Njemačka), 1997./1998.
- Male Promjene, grad Zagreb (Hrvatska), 1999.
- Institut für Auslandsbeziehungen (IFA), Stuttgart (Njemačka), 2001.

## Nagrade i priznanja
- Prevost, Jugoslavenski festival igranog filma u Puli u filmu Luda kuċa za Filmsku montažu, 1979.
- Prix du public, Lausanne filmu Posvećenje mjesta (Filmska montaža), 1987.
- Grand Prix, Paris i "UNESCO Festival Award" filmu Posvećenje mjesta (Filmska montaža), 1990.
- Velika srebrna Arena, Jugoslavenski festival igranog filma u Puli filmu Ljeto za sjećanje (Filmska montaža)1990.
- Max Ophüls Preis, Saarbrücken filmu Müde Weggefährten (Filmska montaža), 1997.

## Vanjske poveznice
- fuelepp.com
- Ingeborg Fülepp/Heiko Daxl
- Mediainmotion Videochannel
- Ingeborg Fülepp na Imdb
- Ingeborg Fülepp na artfacts.net